# Olympische Sommerspiele 1980/Leichtathletik – Fünfkampf (Frauen)

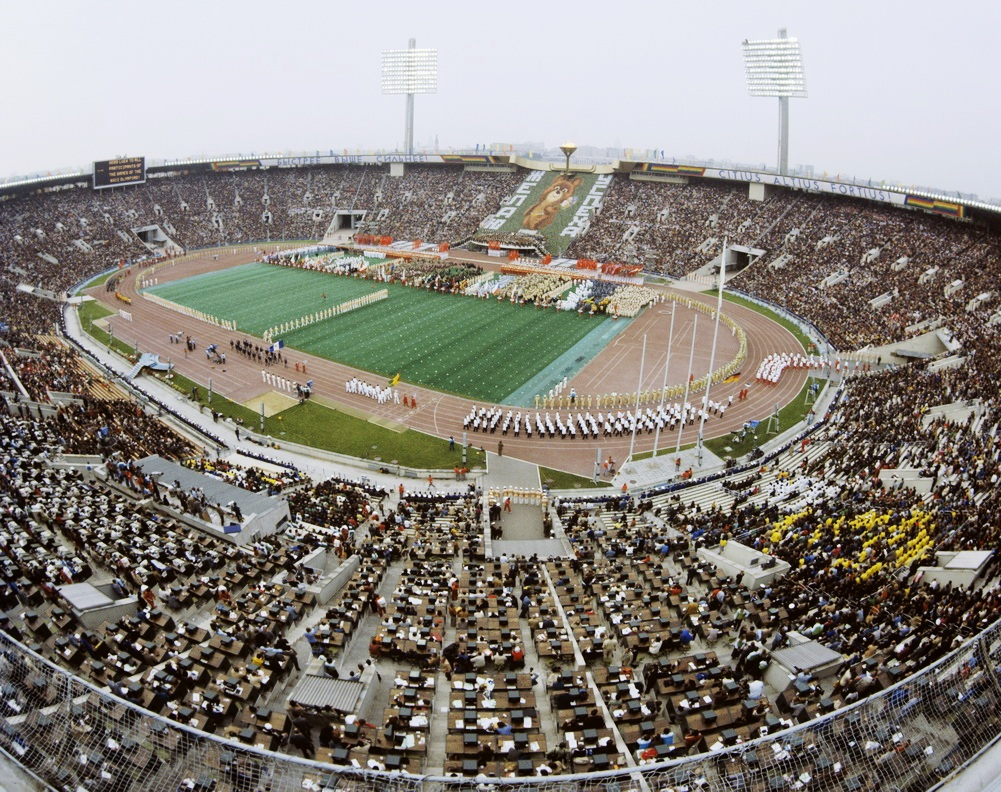
Das Luschniki-Stadion während der Eröffnungsfeier dieser Spiele

Der Fünfkampf der Frauen bei den Olympischen Spielen 1980 in Moskau wurde am 24. Juli 1980 im Olympiastadion Luschniki ausgetragen. Neunzehn Athletinnen nahmen teil.
Der Fünfkampf stand zum letzten Mal auf dem Olympiaprogramm. 1984 in Los Angeles wurde stattdessen der Siebenkampf eingeführt. Zur Ermittlung der Punkte wurde eine 1977 modifizierte Mehrkampftabelle genutzt. Der Wettkampf wurde hier das einzige Mal bei Olympischen Spielen an einem Tag durchgeführt. Der abschließende 200-Meter-Lauf wurde seit 1977 durch den 800-Meter-Lauf ersetzt.
Olympiasiegerin wurde Nadija Tkatschenko aus der Sowjetunion, die mit 5083 Punkten einen neuen Weltrekord aufstellte. Sie gewann vor ihren Landsfrauen Olga Rukawischnikowa und Olga Kuragina.
Dass Tkatschenko überhaupt starten durfte, hatte sie einer fragwürdigen Entscheidung des Präsidenten der IAAF, Adriaan Paulen zu verdanken. Bei den Leichtathletik-Europameisterschaften 1978 hatte sie beim Fünfkampf zunächst die größte Punktzahl aller Wettkämpferinnen erzielt. Anschließend war sie jedoch wegen Verstoßes gegen die Antidopingbestimmungen disqualifiziert worden. Der Titel wurde ihr aberkannt, und sie wurde darüber hinaus lebenslang gesperrt. Diese Sperre hob Adriaan Paulen später auf, sodass Tkatschenko hier in Moskau starten konnte.
Mit Christine Laser, frühere Christine Bodner Ramona Neubert, frühere Ramona Göhler und Burglinde Pollak traten drei Athletinnen aus der DDR an. Laser brach den Wettkampf nach der dritten Disziplin ab, Neubert wurde Vierte, Pollak Sechste.

Athletinnen aus der Schweiz, Österreich und Liechtenstein nahmen nicht teil. Athletinnen aus der Bundesrepublik Deutschland waren wegen des Olympiaboykotts ebenfalls nicht dabei.

## Rekorde

### Bestehende Rekorde
| Weltrekord         | 4856 Punkte | Olga Witaljewna Kuragina ( Sowjetunion) | Moskau, Sowjetunion (heute Russland)           | 20. Juni 1980       |
| Olympischer Rekord | 4801 Punkte | Mary Peters ( Großbritannien)           | OS München, BR Deutschland (heute Deutschland) | 2/3. September 1972 |

Anmerkung:

Bis einschließlich 1976 war der 200-Meter-Lauf Teil des Fünfkampfes. Diese Disziplin wurde 1977 durch den 800-Meter-Lauf ersetzt. So sind die Punktzahlen des Weltrekords und des olympischen Rekords eigentlich nicht vergleichbar. Bei den Olympischen Spielen 1972, bei denen Mary Peters den olympischen Rekord aufstellte, wurde zur Ermittlung der Punktzahl die Wertungstabelle von 1971 eingesetzt. Nach dem Disziplinwechsel wurde nach einer Tabelle von 1977 gewertet, die auch bei Olga Kuraginas Weltrekord zur Anwendung kam.

### Rekordverbesserung
Die sowjetische Olympiasiegerin Nadija Tkatschenko stellte mit 5083 Punkten einen neuen Olympia- und gleichzeitig neuen Weltrekord auf. Die bisherige Weltrekordmarke steigerte sie um 227 Punkte. Den olympischen Rekord verbesserte sie um 282 Punkte, aber bezüglich des Olympiarekords waren die Zahlen wegen der unterschiedlichen Disziplinen der beiden Fünfkämpfe (s. o.) eigentlich nicht vergleichbar.

## Zeitplan
24. Juli, 09:30 Uhr: 100-Meter-Hürdenlauf

24. Juli, 10:30 Uhr: Kugelstoßen

24. Juli, 12:30 Uhr: Hochsprung

24. Juli, 17:10 Uhr: Weitsprung

24. Juli, 20:55 Uhr: 800-Meter-Lauf
Anmerkung:
Alle Zeiten sind in Ortszeit Moskau (UTC+3) angegeben.

## Teilnehmerinnen
Neunzehn Athletinnen aus zwölf Ländern nahmen an dem olympischen Wettkampf teil:
| Name                 | Nation           |
| -------------------- | ---------------- |
| Sylvia Barlag        | Niederlande      |
| Walentina Dimitrowa  | Bulgarien        |
| Conceição Geremias   | Brasilien        |
| Małgorzata Guzowska  | Polen            |
| Marcela Koblasová    | Tschechoslowakei |
| Emilija Kunowa       | Bulgarien        |
| Olga Kuragina        | Sowjetunion      |
| Christine Laser      | DDR              |
| Judy Livermore       | Großbritannien   |
| Susan Longden        | Großbritannien   |
| Ramona Neubert       | DDR              |
| Cécile Ngambi        | Kamerun          |
| Margit Papp          | Ungarn           |
| Florence Picaut      | Frankreich       |
| Burglinde Pollak     | DDR              |
| Olga Rukawischnikowa | Sowjetunion      |
| Nadija Tkatschenko   | Sowjetunion      |
| Nancy Vallecilla     | Ecuador          |
| Yvette Wray          | Großbritannien   |

## Disziplinen

### 100-Meter-Hürdenlauf
Die Disziplin wurde in drei Läufen durchgeführt.
| Klassement \| Platz \| Name \| Zeit \| Punkte \| \| ----- \| --------------- \| ------- \| ------ \| \| 01 \| Kuragina \| 13,26 s \| 964 \| \| 02 \| Tkatschenko \| 13,29 s \| 960 \| \| 03 \| Livermore \| 13,57 s \| 922 \| \| 04 \| Rukawischnikowa \| 13,66 s \| 910 \| \| 05 \| Laser \| 13,67 s \| 909 \| \| 06 \| Kunowa \| 13,73 s \| 901 \| \| 07 \| Pollak \| 13,74 s \| 899 \| \| 08 \| Picaut \| 13,75 s \| 898 \| \| 09 \| Wray \| 13,78 s \| 894 \| \| 10 \| Neubert \| 13,93 s \| 875 \| \| 11 \| Papp \| 13,96 s \| 871 \| \| 12 \| Ngambi \| 14,09 s \| 855 \| \| 13 \| Koblasová \| 14,10 s \| 853 \| \| 13 \| Longden \| 14,10 s \| 853 \| \| 15 \| Guzowska \| 14,16 s \| 846 \| \| 16 \| Barlag \| 14,20 s \| 841 \| \| 17 \| Geremias \| 14,33 s \| 825 \| \| 18 \| Dimitrowa \| 14,39 s \| 818 \| \| 19 \| Vallecilla \| 14,46 s \| 810 \| |                 |         |        |
| Platz | Name            | Zeit    | Punkte |
| 01 | Kuragina        | 13,26 s | 964    |
| 02 | Tkatschenko     | 13,29 s | 960    |
| 03 | Livermore       | 13,57 s | 922    |
| 04 | Rukawischnikowa | 13,66 s | 910    |
| 05 | Laser           | 13,67 s | 909    |
| 06 | Kunowa          | 13,73 s | 901    |
| 07 | Pollak          | 13,74 s | 899    |
| 08 | Picaut          | 13,75 s | 898    |
| 09 | Wray            | 13,78 s | 894    |
| 10 | Neubert         | 13,93 s | 875    |
| 11 | Papp            | 13,96 s | 871    |
| 12 | Ngambi          | 14,09 s | 855    |
| 13 | Koblasová       | 14,10 s | 853    |
| 13 | Longden         | 14,10 s | 853    |
| 15 | Guzowska        | 14,16 s | 846    |
| 16 | Barlag          | 14,20 s | 841    |
| 17 | Geremias        | 14,33 s | 825    |
| 18 | Dimitrowa       | 14,39 s | 818    |
| 19 | Vallecilla      | 14,46 s | 810    |

### Kugelstoßen
Nadija Tkatschenko lag mit siebzig Punkten vor Burglinde Pollak. Olga Kuragina war auf Platz sieben zurückgefallen.

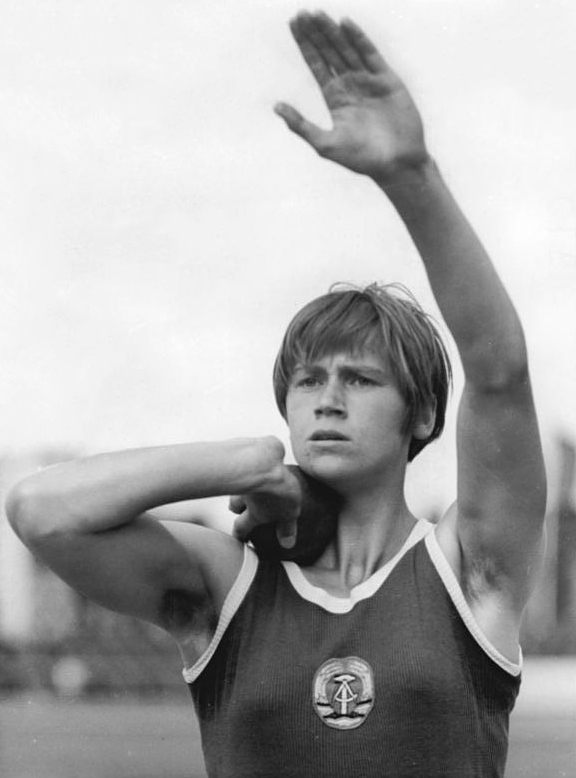
Burglinde Pollak war die zweitbeste Kugelstoßerin, am Ende reichte es diesmal mit Rang sechs nicht zu einer Medaille

| Platz | Name            | Bestweite | Punkte |
| ----- | --------------- | --------- | ------ |
| 01    | Tkatschenko     | 16,84 m   | 994    |
| 02    | Pollak          | 16,67 m   | 985    |
| 03    | Dimitrowa       | 15,65 m   | 931    |
| 04    | Papp            | 14,94 m   | 891    |
| 05    | Rukawischnikowa | 14,09 m   | 844    |
| 06    | Neubert         | 13,68 m   | 820    |
| 07    | Guzowska        | 13,63 m   | 817    |
| 08    | Livermore       | 13,56 m   | 813    |
| 09    | Koblasová       | 13,42 m   | 805    |
| 10    | Laser           | 13,39 m   | 803    |
| 11    | Picaut          | 13,24 m   | 794    |
| 12    | Geremias        | 13,16 m   | 789    |
| 13    | Kuragina        | 12,49 m   | 749    |
| 14    | Wray            | 12,01 m   | 720    |
| 15    | Kunowa          | 11,98 m   | 718    |
| 16    | Barlag          | 11,82 m   | 708    |
| 17    | Longden         | 11,47 m   | 686    |
| 18    | Vallecilla      | 11,12 m   | 663    |
| 19    | Ngambi          | 10,28 m   | 608    |

| Platz | Name            | Punkte |
| ----- | --------------- | ------ |
| 01    | Tkatschenko     | 1954   |
| 02    | Pollak          | 1884   |
| 03    | Papp            | 1762   |
| 04    | Rukawischnikowa | 1754   |
| 05    | Dimitrowa       | 1749   |
| 06    | Livermore       | 1735   |
| 07    | Kuragina        | 1713   |
| 08    | Laser           | 1712   |
| 09    | Neubert         | 1695   |
| 10    | Picaut          | 1692   |
| 11    | Guzowska        | 1663   |
| 12    | Koblasová       | 1658   |
| 13    | Kunowa          | 1619   |
| 14    | Geremias        | 1614   |
| 14    | Wray            | 1614   |
| 16    | Barlag          | 1549   |
| 17    | Longden         | 1539   |
| 18    | Vallecilla      | 1473   |
| 19    | Ngambi          | 1463   |

### Hochsprung

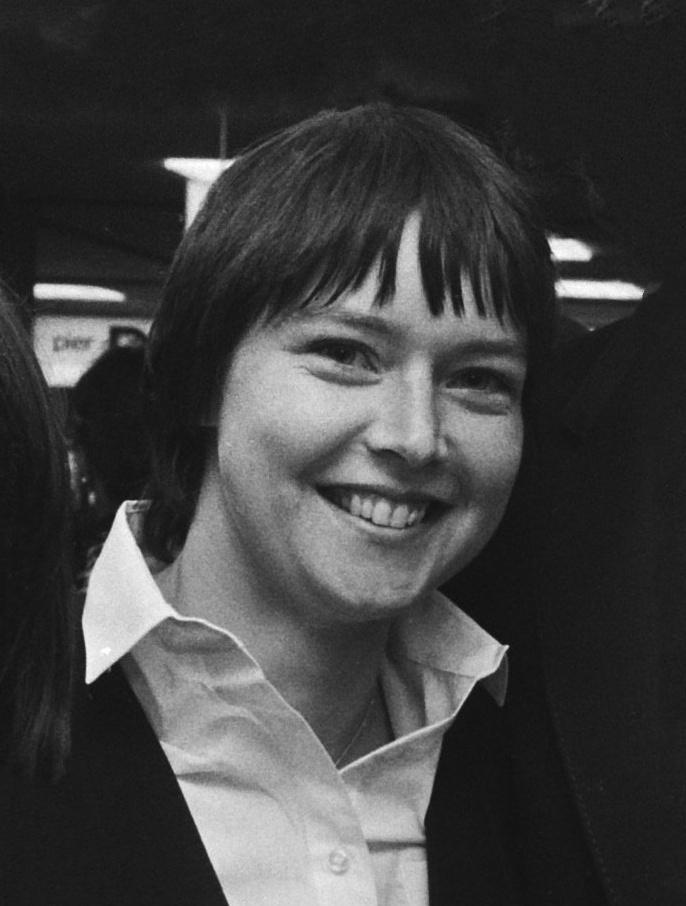
Sylvia Barlag erzielte im Hochsprung mit ihren 1,80 m mehr als eintausend Punkte, im Endklassement wurde sie Zehnte

Mit 1,88 m erzielte Olga Rukawischnikowa die größte Höhe im Hochsprung im Rahmen des olympischen Fünfkampfes.

Nadija Tkatschenko baute ihre Führung auf 164 Punkte aus. Hinter ihr lag nun die Hochsprungsiegerin Rukawischnikowa vor Burglinde Pollak, die 18 Punkte Vorsprung vor Olga Kuragina hatte.
| Platz | Name            | Höhe   | Punkte |
| ----- | --------------- | ------ | ------ |
| 01    | Rukawischnikowa | 1,88 m | 1104   |
| 02    | Kuragina        | 1,84 m | 1068   |
| 02    | Tkatschenko     | 1,84 m | 1068   |
| 04    | Barlag          | 1,80 m | 1031   |
| 04    | Guzowska        | 1,80 m | 1031   |
| 04    | Ngambi          | 1,80 m | 1031   |
| 04    | Picaut          | 1,80 m | 1031   |
| 08    | Livermore       | 1,77 m | 1002   |
| 08    | Neubert         | 1,77 m | 1002   |
| 10    | Dimitrowa       | 1,74 m | 974    |
| 10    | Kunowa          | 1,74 m | 974    |
| 10    | Longden         | 1,74 m | 974    |
| 10    | Papp            | 1,74 m | 974    |
| 14    | Geremias        | 1,71 m | 945    |
| 14    | Koblasová       | 1,71 m | 945    |
| 16    | Pollak          | 1,68 m | 915    |
| 16    | Vallecilla      | 1,68 m | 915    |
| 18    | Wray            | 1,65 m | 885    |
| -     | Laser           | -      | 0      |

| Platz | Name            | Punkte |
| ----- | --------------- | ------ |
| 01    | Tkatschenko     | 3022   |
| 02    | Rukawischnikowa | 2858   |
| 03    | Pollak          | 2799   |
| 04    | Kuragina        | 2781   |
| 05    | Livermore       | 2737   |
| 06    | Papp            | 2736   |
| 07    | Dimitrowa       | 2723   |
| 07    | Picaut          | 2723   |
| 09    | Neubert         | 2697   |
| 10    | Guzowska        | 2694   |
| 11    | Koblasová       | 2603   |
| 12    | Kunowa          | 2593   |
| 13    | Barlag          | 2580   |
| 14    | Geremias        | 2559   |
| 15    | Longden         | 2513   |
| 16    | Wray            | 2499   |
| 17    | Ngambi          | 2494   |
| 18    | Vallecilla      | 2388   |
| 19    | Laser           | 1712   |

### Weitsprung

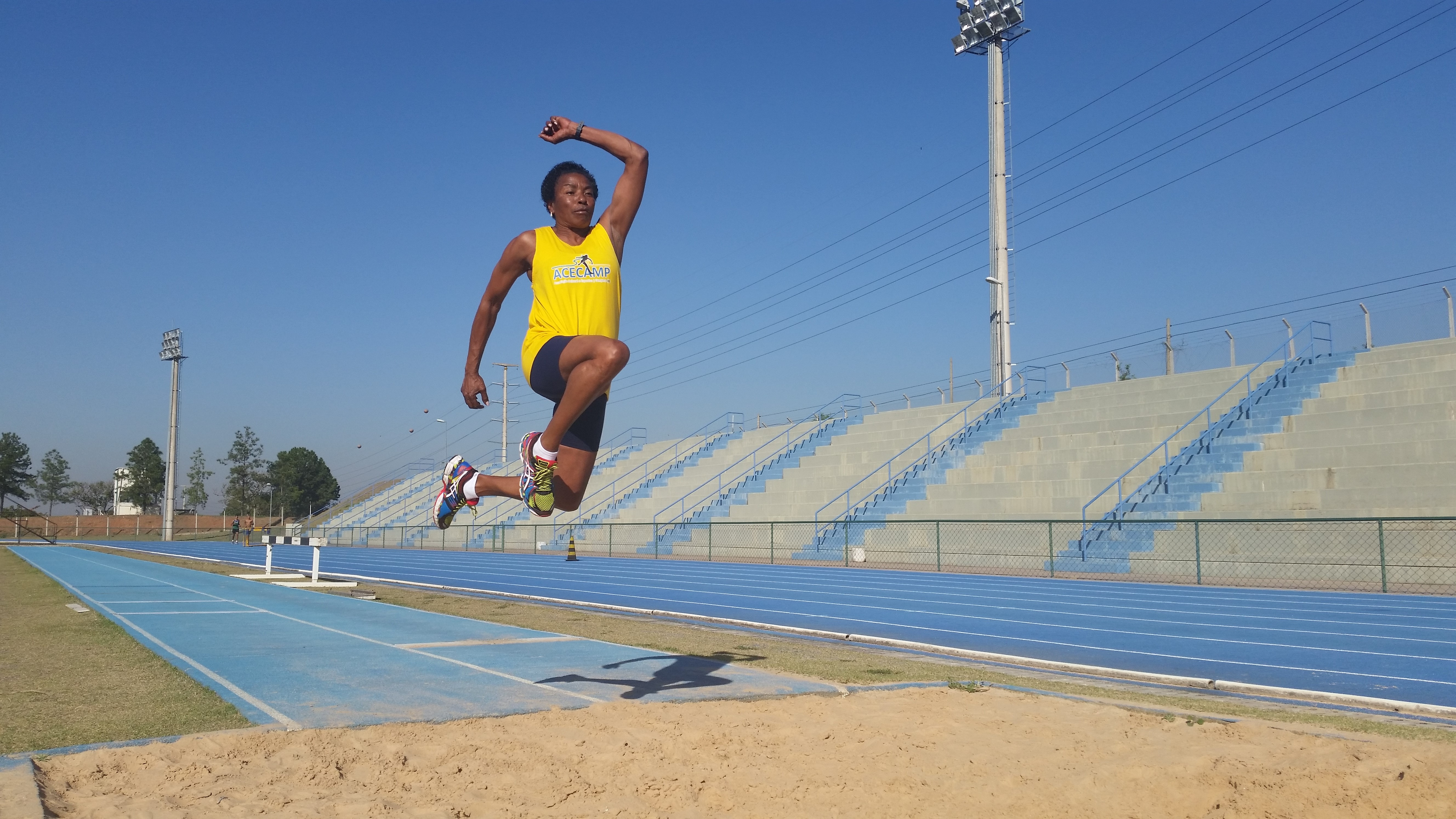
Conceição Geremias – im Weitsprung mit der elftbesten Weite, im Endklassement auf dem vierzehnten Platz

Christine Laser aus der DDR trat zu dieser vierten Disziplin nicht mehr an.

Mit 6,79 m erzielte Olga Rukawischnikowa die größte Weite im Weitsprung im Rahmen des olympischen Fünfkampfes.

Nadija Tkatschenkos Vorsprung war auf 152 Punkte geschrumpft. Burglinde Pollak hatte durch ihren schwachen Weitsprung an Boden eingebüßt und lag nun hinter Olga Kuragina, Ramona Neubert und Margit Papp auf Platz sechs.
| Platz | Name            | Weite  | Punkte |
| ----- | --------------- | ------ | ------ |
| 01    | Rukawischnikowa | 6,79 m | 1074   |
| 02    | Kuragina        | 6,77 m | 1070   |
| 03    | Tkatschenko     | 6,73 m | 1062   |
| 04    | Neubert         | 6,63 m | 1041   |
| 05    | Papp            | 6,35 m | 982    |
| 06    | Guzowska        | 6,21 m | 952    |
| 07    | Koblasová       | 6,15 m | 939    |
| 08    | Kunowa          | 6,10 m | 928    |
| 09    | Longden         | 6,09 m | 926    |
| 10    | Barlag          | 6,05 m | 917    |
| 11    | Geremias        | 5,97 m | 900    |
| 12    | Pollak          | 5,93 m | 891    |
| 13    | Dimitrowa       | 5,91 m | 886    |
| 14    | Picaut          | 5,83 m | 869    |
| 15    | Livermore       | 5,71 m | 842    |
| 16    | Wray            | 5,60 m | 817    |
| 17    | Vallecilla      | 5,45 m | 782    |
| 18    | Ngambi          | 5,38 m | 766    |

| Platz | Name            | Punkte |
| ----- | --------------- | ------ |
| 01    | Tkatschenko     | 4084   |
| 02    | Rukawischnikowa | 3932   |
| 03    | Kuragina        | 3851   |
| 04    | Neubert         | 3738   |
| 05    | Papp            | 3718   |
| 06    | Pollak          | 3690   |
| 07    | Guzowska        | 3646   |
| 08    | Dimitrowa       | 3609   |
| 09    | Picaut          | 3592   |
| 10    | Livermore       | 3579   |
| 11    | Koblasová       | 3542   |
| 12    | Kunowa          | 3521   |
| 13    | Barlag          | 3497   |
| 14    | Geremias        | 3459   |
| 15    | Longden         | 3439   |
| 16    | Wray            | 3316   |
| 17    | Ngambi          | 3260   |
| 18    | Vallecilla      | 3170   |

### 800-Meter-Lauf
Die Disziplin wurde in drei Läufen durchgeführt.

Nancy Vallecilla aus Ecuador trat zu dieser letzten Übung nicht an.
| Klassement \| Platz \| Name \| Zeit \| Punkte \| \| ----- \| --------------- \| ---------- \| ------ \| \| 01 \| Kuragina \| 2:03,6 min \| 1024 \| \| 02 \| Rukawischnikowa \| 2:04,8 min \| 1005 \| \| 03 \| Tkatschenko \| 2:05,2 min \| 999 \| \| 04 \| Neubert \| 2:07,7 min \| 960 \| \| 05 \| Kunowa \| 2:11,1 min \| 910 \| \| 06 \| Pollak \| 2:14,4 min \| 863 \| \| 07 \| Dimitrowa \| 2:15,5 min \| 849 \| \| 08 \| Papp \| 2:15,8 min \| 844 \| \| 09 \| Wray \| 2:15,9 min \| 843 \| \| 10 \| Barlag \| 2:16,4 min \| 836 \| \| 11 \| Picaut \| 2:16,7 min \| 832 \| \| 12 \| Geremias \| 2:18,9 min \| 804 \| \| 13 \| Longden \| 2:19,6 min \| 795 \| \| 14 \| Koblasová \| 2:20,3 min \| 786 \| \| 15 \| Livermore \| 2:25,3 min \| 725 \| \| 16 \| Guzowska \| 2:29,3 min \| 680 \| \| 17 \| Ngambi \| 2:39,7 min \| 572 \| |                 |            |        |
| Platz | Name            | Zeit       | Punkte |
| 01 | Kuragina        | 2:03,6 min | 1024   |
| 02 | Rukawischnikowa | 2:04,8 min | 1005   |
| 03 | Tkatschenko     | 2:05,2 min | 999    |
| 04 | Neubert         | 2:07,7 min | 960    |
| 05 | Kunowa          | 2:11,1 min | 910    |
| 06 | Pollak          | 2:14,4 min | 863    |
| 07 | Dimitrowa       | 2:15,5 min | 849    |
| 08 | Papp            | 2:15,8 min | 844    |
| 09 | Wray            | 2:15,9 min | 843    |
| 10 | Barlag          | 2:16,4 min | 836    |
| 11 | Picaut          | 2:16,7 min | 832    |
| 12 | Geremias        | 2:18,9 min | 804    |
| 13 | Longden         | 2:19,6 min | 795    |
| 14 | Koblasová       | 2:20,3 min | 786    |
| 15 | Livermore       | 2:25,3 min | 725    |
| 16 | Guzowska        | 2:29,3 min | 680    |
| 17 | Ngambi          | 2:39,7 min | 572    |

## Endergebnis
| Platz | Name                     | Nation           | Punkte – offiz. Wertung | Punkte – neuere 1980er Wertung |
| ----- | ------------------------ | ---------------- | ----------------------- | ------------------------------ |
| 1     | Nadija Tkatschenko       | Sowjetunion      | 5083 WR                 | 5213                           |
| 2     | Olga Rukawischnikowa     | Sowjetunion      | 4937000                 | 5051                           |
| 3     | Olga Witaljewna Kuragina | Sowjetunion      | 4875000                 | 4964                           |
| 4     | Ramona Neubert           | DDR              | 4698000                 | 4750                           |
| 5     | Margit Papp              | Ungarn           | 4562000                 | 4584                           |
| 6     | Burglinde Pollak         | DDR              | 4553000                 | 4545                           |
| 7     | Walentina Dimitrowa      | Bulgarien        | 4458000                 | 4439                           |
| 8     | Emilija Kunowa           | Bulgarien        | 4431000                 | 4409                           |
| 9     | Florence Picaut          | Frankreich       | 4424000                 | 4402                           |
| 10    | Sylvia Barlag            | Niederlande      | 4333000                 | 4315                           |
| 11    | Marcela Koblasová        | Tschechoslowakei | 4328000                 | 4301                           |
| 12    | Małgorzata Guzowska      | Polen            | 4326000                 | 4320                           |
| 13    | Judy Livermore           | Großbritannien   | 4304000                 | 4261                           |
| 14    | Conceição Geremias       | Brasilien        | 4263000                 | 4216                           |
| 15    | Susan Longden            | Großbritannien   | 4234000                 | 4199                           |
| 16    | Yvette Wray              | Großbritannien   | 4159000                 | 4076                           |
| 17    | Cécile Ngambi            | Kamerun          | 3832000                 | 3733                           |
| DNF   | Nancy Vallecilla         | Ecuador          | 3170000                 | 3033                           |
| DNF   | Christine Laser          | DDR              | 1712000                 | 1779                           |

Datum: 26. Juli 1980, Uhr

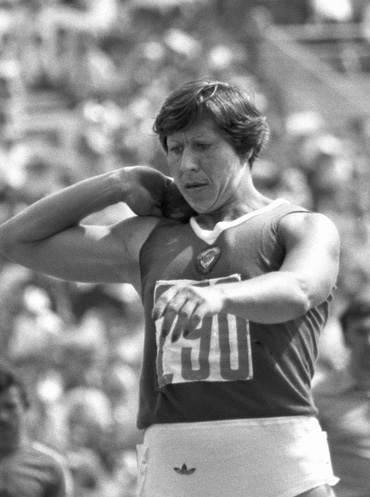
Mit der zuvor eigentlich lebenslang gesperrten NadijaTkatschenko gab es eine sehr umstrittene Olympiasiegerin

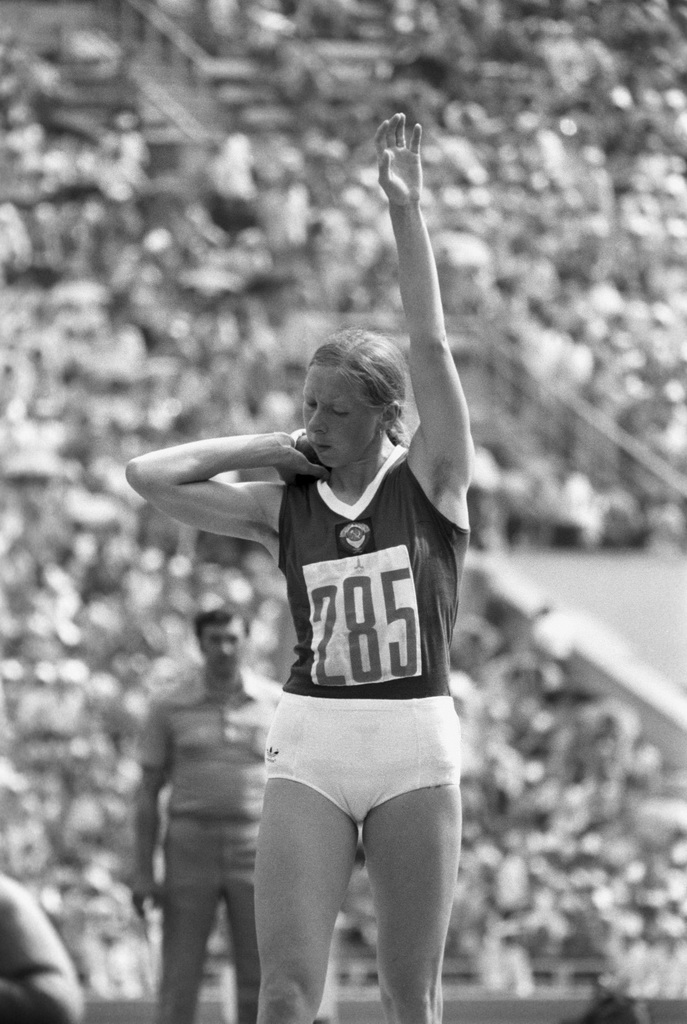
Silbermedaille für Olga Rukawischnikowa

Diese Konkurrenz fand unter mancherlei fragwürdigen Vorzeichen statt. Der US-Olympiaboykott führte dazu, dass Jane Fredericks als Medaillenkandidatin nicht dabei sein konnte. Teilnehmen durfte dagegen die spätere sowjetische Olympiasiegerin Nadija Tkatschenko. Sie hatte zwei Jahre zuvor gegen die Doping-Bestimmungen verstoßen, war disqualifiziert und auf Lebenszeit gesperrt worden, wurde jedoch wieder begnadigt.
So gehörte Tkatschenko neben Weltrekordlerin Olga Kuragina und Olga Rukawischnikowa – beide UdSSR – zu den Mitfavoritinnen. Auch die drei DDR-Athletinnen Burglinde Pollak, Ramona Neubert und Christine Laser zählten wie die ungarische Europameisterin von 1978 Margit Papp zu den Medaillenkandidatinnen.
Über 100 Meter Hürden ging es gut los für die sowjetischen Athletinnen, die mit ausgezeichneten Zeiten die Plätze eins, zwei und vier erreichten. Schon hier verloren ihre Gegnerinnen ziemlich viel an Boden. Im Kugelstoßen lagen Tkatschenko und Pollak weit vor den anderen Teilnehmerinnen. Die Punkteabstände waren jetzt schon erheblich. Tkatschenko hatte sich siebzig Punkte Vorsprung vor Pollak erarbeitet. Papp hatte sich auf Rang drei verbessert, der Rückstand auf Tkatschenko betrug allerdings schon 192 Punkte. Dahinter ging es allerdings enger zu. Auf Rang vier folgte Rukawischnikowa, die genau zweihundert Punkte hinter der Führenden lag. Im Hochsprung machte Rukawischnikowa mit dem besten Sprung, der je in einem olympischen Fünfkampf erreicht worden war, sehr viel Boden gut. 1,88 m bewältigte sie, aber auch Tkatschenko und Kuragina lagen mit 1,84 m nicht weit zurück. In der Zwischenwertung führte Tkatschenko weiter mit jetzt 164 Punkten. Zweite war jetzt Rukawischnikowa 59 Punkte vor Pollak. 241 Punkte Rückstand auf Tkatschenko hatte Kuragina auf Platz vier.
Auch im Weitsprung glänzte die Sprungspezialistin Rukawischnikowa mit 6,79 m, einer Weite, die zuvor noch nie in einem olympischen Fünfkampf erzielt worden war. Aber auch Kuragina mit 6,77 m und Tkatschenko mit 6,73 m waren nicht weit zurück. So führten die drei sowjetischen Mehrkämpferinnen vor der letzten Disziplin das Feld an. Die Punkteabstände untereinander und auch vor den anderen Teilnehmerinnen waren groß. Die drei sowjetischen Athletinnen waren auch über 800 Meter stark einzuschätzen, sodass kaum noch eine Änderung der Medaillenverteilung möglich schien. Tatsächlich beherrschten Kuragina, Rukawischnikowa und Tkatschenko die Mittelstrecke in dieser Reihenfolge. Mit Zeiten zwischen 2:03,6 min und 2:05,2 min belegten sie auch in dieser Disziplin die Plätze eins bis drei. Das Endresultat brachte für Olympiasiegerin Nadija Tkatschenko mit 5083 Punkten einen neuen Weltrekord. Zweite mit 146 Punkten Rückstand wurde Olga Rukawischnikowa. Olga Kuragina gewann die Bronzemedaille. Sie lag mit ihren 4875 Punkten genau 208 Punkte hinter der Siegerin. Vierte wurde Ramona Neubert vor Margit Papp und Burglinde Pollak.
Mit den drei gewonnenen Medaillen ist die Sowjetunion bei diesem letztmals in dieser Form ausgetragenen Mehrkampf die erfolgreichste Nation im olympischen Fünfkampf der Frauen bei Olympischen Spielen. Insgesamt gewannen sowjetische Fünfkämpferinnen fünf Medaillen für ihr Land.
Anmerkung:

Zur besseren Einordnung der Leistung sind neben den offiziellen Punkten nach der Wertungstabelle von 1977 die nach dem heutigen Wertungssystem von 1980 umgerechneten Punktzahlen mit angegeben. Nach dieser heute gültigen Tabelle hätte es nur eine Abweichung gegeben: Die Athletinnen auf den Rängen elf und zwölf hätten ihre Plätze getauscht. Ansonsten wäre die Reihenfolge unverändert. Aber diese Vergleiche sind selbstverständlich nur Anhaltswerte, denn als Grundlage müssen die jeweils unterschiedlichen Maßstäbe der Zeit gelten.